# ピカル源氏
ピカル 源氏（ぴかる げんじ、1982年10月26日 - ）は、日本の俳優である。旧芸名は歌田 裕一（うただ ゆういち）

## 人物
- 東京都出身。

## 出演

### テレビドラマ
- ギネ 産婦人科の女たち 第3話 （2009年10月28日、日本テレビ）
- インディゴの夜（2010年3月、東海テレビ/フジテレビ） - 佐々木 役
- 四つ葉神社ウラ稼業 失恋保険〜告らせ屋〜 第12話（2011年6月23日、読売テレビ）

### 舞台
- K'sプロデュース 第8回公演「N.G.〜星になれたら〜」
- K'sプロデュース 「もろもろよろしければ」
- 演劇集団アトリエッジ「ぞめきの消えた夏 〜グアム玉砕戦乱舞闘〜」（2013年9月18日 - 2013年9月23日）